# TMEM134
TMEM134 (англ. Transmembrane protein 134) – білок, який кодується однойменним геном, розташованим у людей на короткому плечі 11-ї хромосоми. Довжина поліпептидного ланцюга білка становить 195 амінокислот, а молекулярна маса — 21 586.
| 10         |  | 20         |  | 30         |  | 40         |  | 50         |
| ---------- |  | ---------- |  | ---------- |  | ---------- |  | ---------- |
| MSAARPQFSI |  | DDAFELSLED |  | GGPGPESSGV |  | ARFGPLHFER |  | RARFEVADED |
| KQSRLRYQNL |  | ENDEDGAQAS |  | PEPDGGVGTR |  | DSSRTSIRSS |  | QWSFSTISSS |
| TQRSYNTCCS |  | WTQHPLIQKN |  | RRVVLASFLL |  | LLLGLVLILV |  | GVGLEATPSP |
| GVSSAIFFVP |  | GFLLLVPGVY |  | HVIFIYCAVK |  | GHRGFQFFYL |  | PYFEK      |

A: Аланін

C: Цистеїн

D: Аспарагінова кислота

E: Глутамінова кислота

F: Фенілаланін

G: Гліцин

H: Гістидин

I: Ізолейцин

K: Лізин

L: Лейцин

M: Метіонін

N: Аспарагін

P: Пролін

Q: Глутамін

R: Аргінін

S: Серин

T: Треонін

V: Валін

W: Триптофан

Кодований геном білок за функцією належить до фосфопротеїнів. 
Задіяний у такому біологічному процесі, як альтернативний сплайсинг. 
Локалізований у мембрані.